# Ignatius Kung Pin-mei
Ignatius Kung Pin-mei (chin. upr. 龚品梅, chin. trad. 龔品梅, pinyin Gōng Pǐnméi; ur. 2 sierpnia 1901 w Szanghaju, zm. 12 marca 2000 w Stamford) – chiński duchowny katolicki, kardynał, biskup Suzhou, a następnie biskup Szanghaju oraz administrator apostolski diecezji Suzhou i archidiecezji nankińskiej.

## Życiorys
Urodził się 2 sierpnia 1901 w Szanghaju w głęboko wierzącej, katolickiej rodzinie. Był najstarszy z czworga rodzeństwa. W 1919 po ukończeniu katolickiej szkoły średniej w Szanghaju wstąpił do seminarium diecezjalnego, gdzie do 1928 roku studiował literaturę, filozofię i teologię. Po dwóch latach praktyki duszpasterskiej, 28 maja 1930 roku otrzymał święcenia kapłańskie.
Początkowo pracował jako duszpasterz szkolny i akademicki. Był dyrektorem wielu szkół w Songjiang i Szanghaju oraz opiekował się studentami na Uniwersytecie Aurora. W latach 1934–1936 głosił Ewangelię w Fenyangu.
9 czerwca 1949 został mianowany ordynariuszem Suzhou, a 7 października tego samego roku otrzymał sakrę biskupią. 15 lipca 1950 roku został przeniesiony na stolicę biskupią do Szanghaju. Jednocześnie mianowano go administratorem apostolskim diecezji Suzhou i archidiecezji Nankin. W tym okresie Kościół w Chinach był prześladowany. Bp Kung Pin-mei podtrzymywał swych diecezjan na duchu i utwierdzał ich w wierze.
8 września 1955 roku został aresztowany wraz z innymi kapłanami oraz świeckimi, uwięziony, a po pięciu latach skazany na dożywocie za zdradę stanu. Pozostał w więzieniu ponad trzydzieści lat i przez cały ten czas, pomimo usilnych zabiegów ze strony władz, dochował wierności Ojcu Świętemu i nie przystąpił do Patriotycznego Stowarzyszenia Katolików Chińskich. Jego postawa była dla chrześcijan w Chinach symbolem głębokiej wiary w Boga i niezłomnej wierności Kościołowi. Został zwolniony z więzienia w lipcu 1985 roku, lecz do 6 stycznia 1988 roku musiał pozostać w areszcie domowym, po czym uzyskał zezwolenie na emigrację do USA.
Na Konsystorzu, który odbył się 30 czerwca 1979 roku Jan Paweł II podniósł go do godności kardynalskiej in pectore, co zostało ogłoszone na Konsystorzu 28 czerwca 1991 roku.
12 lipca 1993 został najstarszym żyjącym kardynałem po śmierci kardynała Ferdinanda Giuseppego Antonellego.